# Конклін (Нью-Йорк)
Конклін (англ. Conklin) — місто (англ. town) в США, в окрузі Брум штату Нью-Йорк. Населення — 5008 осіб (2020).

## Демографія
Згідно з переписом 2010 року, у місті мешкала 5441 особа в 2176 домогосподарствах у складі 1543 родин. Було 2337 помешкань
Расовий склад населення:
| - 96,8 % — білих - 1,0 % — чорних або афроамериканців - 0,3 % — корінних американців - 0,3 % — азіатів |

До двох чи більше рас належало 1,3 %. Частка іспаномовних становила 1,4 % від усіх жителів.
За віковим діапазоном населення розподілялося таким чином: 21,7 % — особи молодші 18 років, 62,5 % — особи у віці 18—64 років, 15,8 % — особи у віці 65 років та старші. Медіана віку мешканця становила 44,3 року. На 100 осіб жіночої статі у місті припадало 97,2 чоловіків;  на 100 жінок у віці від 18 років та старших — 94,9 чоловіків також старших 18 років.
Середній дохід на одне домашнє господарство  становив 69 437 доларів США (медіана — 55 699), а середній дохід на одну сім'ю — 76 150 доларів (медіана — 63 958). Медіана доходів становила 42 969 доларів для чоловіків та 33 840 доларів для жінок. За межею бідності перебувало 11,9 % осіб, у тому числі 18,6 % дітей у віці до 18 років та 8,7 % осіб у віці 65 років та старших.
Цивільне працевлаштоване населення становило 2519 осіб. Основні галузі зайнятості: освіта, охорона здоров'я та соціальна допомога — 32,8 %, виробництво — 11,9 %, роздрібна торгівля — 11,3 %.